# Gare d'Origny-en-Thiérache
La gare d'Origny-en-Thiérache est une gare ferroviaire française de la ligne de La Plaine à Hirson et Anor (frontière), située sur le territoire de la commune d'Origny-en-Thiérache dans le département de l'Aisne en région Hauts-de-France.
C'est une halte voyageurs de la Société nationale des chemins de fer français (SNCF), desservie par des trains TER Hauts-de-France.

## Situation ferroviaire
Établie à 163 mètres d'altitude, la gare d'Origny-en-Thiérache est située au point kilométrique (PK) 191,137 de la ligne de La Plaine à Hirson et Anor (frontière), entre les gares ouvertes de La Bouteille et d'Hirson.
Elle est équipée d'un quai, pour la voie « Unique », qui dispose d'une longueur utile de 100 m.

## Histoire
La gare d'Origny est mise en service le 25 juin 1871 par la Compagnie des chemins de fer du Nord lorsqu'elle ouvre à l'exploitation, après la guerre de 1870, le tronçon de Vervins à Hirson de sa ligne de Soissons à la frontière Belge.

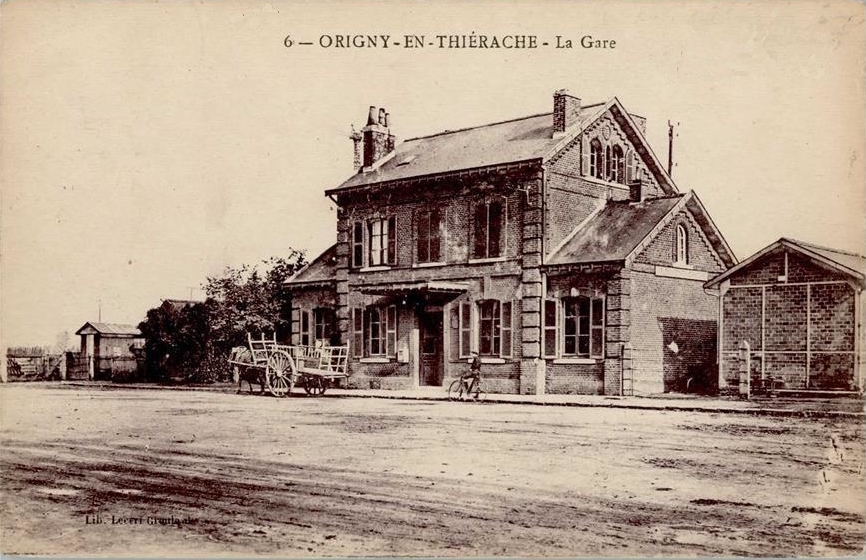
La gare en 1910.

## Fréquentation
De 2015 à 2023, selon les estimations de la SNCF, la fréquentation annuelle de la gare s'élève aux nombres indiqués dans le tableau ci-dessous.
| Année               | 2023  | 2022  | 2021  | 2020  | 2019  | 2018  | 2017   | 2016   | 2015   |
| ------------------- | ----- | ----- | ----- | ----- | ----- | ----- | ------ | ------ | ------ |
| Nombre de voyageurs | 6 501 | 7 732 | 9 079 | 8 383 | 5 564 | 7 553 | 11 276 | 14 697 | 14 695 |

## Service des voyageurs

### Accueil
C'est un point d'arrêt non géré (PANG) à accès libre.

### Desserte
Origny-en-Thiérache est desservie par des trains TER Hauts-de-France, omnibus, qui effectuent des missions entre les gares de Laon et d'Hirson ou d'Aulnoye-Aymeries.
En 2014, la SNCF estime la fréquentation annuelle de la gare à 14 117 voyageurs.

### Intermodalité
Un parking pour les vélos et un autre pour les véhicules y sont aménagés.